# La Tête coupable
La Tête coupable est un roman de Romain Gary publié aux éditions Gallimard en 1968. Ce roman est le troisième tome de la trilogie « Frère Océan », avec Pour Sganarelle et La Danse de Gengis Cohn.

## Résumé
Cohn, pícaro des temps modernes, est arrivé à Tahiti, où sous la protection de Bizien, le "Napoléon du tourisme", il coule des jours apparemment heureux avec sa voluptueuse vahiné. Pour subsister - et aussi pour se désintoxiquer, par hygiène mentale - il se livre à ce que l'on pourrait appeler des escroqueries par imitation, dont une des plus rentables consiste à faire payer à Tahiti un "impôt sur Gauguin", tirant ainsi profit du sentiment de culpabilité que la mémoire du peintre fait encore planer sur l'île. Autour de lui, d'autres aventuriers fraternels, dont le Baron, devenu "grand tiki blanc", vivent en marge de la société, chacun à sa façon, aux dépens de quelques-uns des mythes-clés de ce temps, nés d'un mélange de conformisme, d'hypocrisie, et aussi de mauvaise conscience et d'angoisse.
Mais quelle est l'authenticité secrète de ce personnage-miroir dans lequel se reflète notre époque et dont "la tête coupable" devient soudain l'enjeu d'une lutte sans merci, aux multiples rebondissement ?
La véritable identité de cet homme revenu rôder sur les lieux de son crime nous est révélée au moment où il va tenter d'échapper une fois de plus à lui-même et à l'Histoire, hanté par la nostalgie des îles vierges, des chances encore intactes et par ces vers de William Butler Yeats :
« Je cherche celui que j'étais
Avant le commencement du monde. »

## Adaptation cinématographique
Le film Les Faussaires (1994), avec Gérard Jugnot dans le rôle de Cohn, est ouvertement inspiré de ce roman.